# میکلوش سیلواشی
میکلوش سیلواشی (انگلیسی: Miklós Szilvási؛ ۵ دسامبر ۱۹۲۵ – ۲۴ مه ۱۹۶۹) کشتی‌گیر اهل مجارستان بود.
وی در مسابقات کشوری و بین‌المللی در مجموع برندهٔ ۱ مدال طلا، ۲ مدال نقره شده‌است.